# Peuples et frontières
Peuples et frontières fou una revista mensual regionalista francesa desapareguda, publicada entre 1937 i 1939 (25 números).
Peuples et frontières fou l'òrgan on s'aplegaren els partits autononomistes anteriors a la Segona Guerra Mundial, alguns d'ells profeixistes i pronazis. Yann Fouéré fou el director de Peuples et frontières, i més tard Yves Delaporte.
Peuples et frontières va editar un Bulletin des minorités nationales creat per Olier Mordrel el 1936. Aquest, qui era col·laborador eventual, havia organitzat a París, amb Yann Fouéré La Patrie interdite, una mena de petit comitè de redacció. El triangle Bretanya-Flandes-Alsàcia era la pedra angular de la publicació. Ell n'assumia la tasca principal de la redacció, l'abat Jean-Marie Gantois assumia la responsabilitat de la part flamenca, Hermann Bickler, el de la crònica alsaciana i Petru Rocca s'ocupava de la rúbrica corsa.